# Alcampell
Alcampell (El Campell em catalão) é um município da Espanha na província de Huesca, comunidade autónoma de Aragão, de área 58,10 km² com população de 849 habitantes (2004) e densidade populacional de 14,61 hab/km².

## Demografia
| Variação demográfica do município entre 1991 e 2004 | Variação demográfica do município entre 1991 e 2004 | Variação demográfica do município entre 1991 e 2004 | Variação demográfica do município entre 1991 e 2004 |
| --------------------------------------------------- | --------------------------------------------------- | --------------------------------------------------- | --------------------------------------------------- |
| 1991                                                | 1996                                                | 2001                                                | 2004                                                |
| 1075                                                | 1015                                                | 873                                                 | 849                                                 |